# زاغل (كتشو)
زاغل (بالفارسية: زاغل) هي منطقة سكنية تقع في إيران في أصفهان. يقدر عدد سكانها بـ 12 نسمة بحسب إحصاء عام 2016.